# Ферранте II Гонзага
Ферранте II Гонзага (1563 — 5 августа 1630, Гвасталла, Реджо-Эмилия) — граф Гвасталлы с 1575 года, герцог Гвасталлы с 1621 года. Сын Чезаре I Гонзага, графа Гвасталлы и герцога Амальфи, и Камиллы Борромео.

## Биография
Ферранте II наследовал отцу как граф Гвасталлы и герцог Амальфи в 1575 году. 2 июля 1621 года графство Гвасталла было повышено до герцогства, а Ферранте стал герцогом.
Ферранте участвовал в войне за мантуанское наследство, и, будучи членом династии Гонзага, он предъявил права на Мантуанское герцогство после пресечения старшей ветви дома по мужской линии в декабре 1627 года. Его номинально поддерживал габсбургский император Фердинанд II, который в действительности стремился вновь присоединить герцогство Мантуя к Священной Римской империи. Попытка Ферранте потерпела неудачу, поскольку французский кандидат Карл I Гонзага стал новым герцогом.

## Семья и дети
Ферранте II был женат на Виттории Дориа (1569—1618), дочери Джованни Андреа Дориа; их дети:
- Чезаре II Гонзага[итал.] (1592—1632), следующий герцог Гвасталлы; женился на Изабелле Орсини.
- Винченцо Гонзага-и-Дориа[итал.] (1602—1697), вице-король Сицилии (1677—1678).
- Андреа Гонзага[итал.], граф Сан-Паоло (ум. в 1686 году), отец Винченцо Гонзага[итал.], герцога Гвасталлы (1692—1714).
- Дзенобия де Гонзага-и-Дориа (1588—1618), в 1607 году вышла замуж за дона Джованни д’Арагона Тальявия, герцога ди Терранова.